# سیارک ۵۵۰۲
سیارک ۵۵۰۲ (به انگلیسی: 5502 Brashear، نامگذاری:1984EC) پنج هزار و پانصد و دومین سیارک کشف شده‌است که در ۱ مارس ۱۹۸۴ کشف شد.
قدر مطلق سیارک برابر ۱۲٫۶۰ است.